# Hlas Česko Slovenska (1. řada)
První řada Hlasu Česko Slovenska měla premiéru 12. února 2012 na české TV Nova a slovenské TV Markíza. O talentové pěvecké soutěži daly televize poprvé vědět v říjnu 2011. Role moderátorů se ujala osvědčená dvojka z druhé série Česko Slovenské SuperStar Leoš Mareš a Tina. Prvními kouči se stali Dara Rolins, Rytmus, Michal David a Josef Vojtek.
První řada skončila dne 3. června 2012 a vítězkou se stala Ivanna Bagová, členka týmu Michala Davida, čímž porazila v grandfinále Annu Veselovskou.

## Koučové a moderátoři
Dne 15. prosince 2011 vyšlo najevo jednání na pozici kouče s Michalem Davidem, který později byl prvním, který přešel k sepsání smlouvy. Dalšími byli Dara Rolins, Josef Vojtek, Rytmus, Vojtěch Dyk, Helena Vondráčková, Miro Žbirka či Jana Kirschner a Tina, která nakonec skončila u moderování této talentové show. První koučovská trojka byla složená z Dary Rolins, Michala Davida a Josefa Vojtka. Posledním zařazeným koučem byl rapper Rytmus.
Dne 28. prosince 2011 bylo oficiálně potvrzené složení koučů pro první ročník Hlasu Česko Slovenska Dara Rolins, Michal David, Josef Vojtek a Rytmus.
Dne 2. ledna 2012 byla potvrzena i moderátorská dvojice Leoš Mareš a zpěvačka Tina, kteří se spolu jako moderátorská dvojice poprvé představili v druhé řadě Česko Slovenské SuperStar.

## Týmy koučů
| Koučové      | Top 24 finalistů (out of 56) | Top 24 finalistů (out of 56) | Top 24 finalistů (out of 56) | Top 24 finalistů (out of 56) | Top 24 finalistů (out of 56) | Top 24 finalistů (out of 56) |
| ------------ | ---------------------------- | ---------------------------- | ---------------------------- | ---------------------------- | ---------------------------- | ---------------------------- |
| Josef Vojtek | Markéta Poulíčková           | Barbora Švidraňová           | Daniel Mrózek                | Kristína Zakuciová           | Jakub Pohle                  | Veronika Vrublová            |
| Michal David | Ivanna Bagová                | Brunno Oravec                | Kateřina Petráňová           | Petr Kutheil                 | David Weingartner            | Alžbeta Pažoutová            |
| Dara Rolins  | Miloš Novotný                | Zuzana Mikulcová             | Dominika Šuľáková            | Katarína Demská              | Simona Hégerová              | David Bisek                  |
| Rytmus       | Anna Veselovská              | Juraj Zaujec                 | Nikoleta Spalasová           | Kristýna Daňhelová           | Adam Koubek                  | Michal Chrenko               |

## Výběry naslepo

### 1. díl (12. února)
První epizoda výběru naslepo byla vysílána 12. února 2012. Koučové v první epizodě vystoupili s písní „Let Me Entertain You“.
| Pořadí | Soutěžící             | Věk | Skladba                | Výběr kouče a soutěžícího | Výběr kouče a soutěžícího | Výběr kouče a soutěžícího | Výběr kouče a soutěžícího |
| Pořadí | Soutěžící             | Věk | Skladba                | Josef                     | Michal                    | Dara                      | Rytmus                    |
| ------ | --------------------- | --- | ---------------------- | ------------------------- | ------------------------- | ------------------------- | ------------------------- |
| 1      | Daniel Mrózek         | 18  | „Apologize“            | ✔                         | ✔                         | ✔                         | ✔                         |
| 2      | Kristýna Daňhelová    | 18  | „Big Girls Don't Cry“  | —                         | ✔                         | ✔                         | ✔                         |
| 3      | Jakub Pohle           | 21  | „Always“               | ✔                         | —                         | ✔                         | —                         |
| 4      | Vanda Krajčovičová    | 25  | „Touch the Sun“        | —                         | —                         | —                         | —                         |
| 5      | Adam Pavlovčin        | 16  | „Love's Divine“        | —                         | ✔                         | ✔                         | ✔                         |
| 6      | Viliam Šandor         | 32  | „On My Head“           | —                         | —                         | —                         | —                         |
| 7      | Simona Hégerová       | 16  | „Mama Do“              | ✔                         | ✔                         | ✔                         | —                         |
| 8`     | Arpád Csete           | 38  | „Mad World“            | —                         | ✔                         | —                         | ✔                         |
| 9      | Petr Lexa             | 22  | „Forget you“           | ✔                         | ✔                         | ✔                         | ✔                         |
| 10     | Markéta Walsbergerová | 37  | „Hello“                | —                         | —                         | —                         | —                         |
| 11     | Bára Vaculíková       | 32  | „Poison“               | ✔                         | —                         | —                         | —                         |
| 12     | Alan Tuscany          | 20  | „Whataya Want From Me“ | —                         | —                         | ✔                         | —                         |
| 13     | Lucia Molnárová       | 25  | „Vyznanie“             | ✔                         | ✔                         | ✔                         | ✔                         |

### 2. díl (19. února)
Druhý díl měl premiéru 19. února 2012 a objevil se v něm i zvláštní host Karel Gott, o kterém koučové nevěděli. Na závěr všichni stiskli tlačítko „CHCI TĚ“ a Gott řekl, že by si vybral tým Dary Rolins.
| Pořadí | Soutěžící          | Věk | Skladba                      | Výběr kouče a soutěžícího | Výběr kouče a soutěžícího | Výběr kouče a soutěžícího | Výběr kouče a soutěžícího |
| Pořadí | Soutěžící          | Věk | Skladba                      | Josef                     | Michal                    | Dara                      | Rytmus                    |
| ------ | ------------------ | --- | ---------------------------- | ------------------------- | ------------------------- | ------------------------- | ------------------------- |
| 1      | Zuzana Mikulcová   | 22  | „You Gave Me Something“      | —                         | —                         | ✔                         | ✔                         |
| 2      | Viktor Nižník      | 30  | „Bad Day“                    | —                         | —                         | —                         | —                         |
| 3      | Markéta Poulíčková | 23  | „Sober“                      | ✔                         | ✔                         | ✔                         | ✔                         |
| 4      | Michal Kašpar      | 27  | „Easy“                       | ✔                         | ✔                         | —                         | ✔                         |
| 5      | František Bartoš   | 34  | „Vyznání“                    | —                         | —                         | —                         | —                         |
| 6      | David Bísek        | 24  | „California King Bed“        | —                         | —                         | ✔                         | ✔                         |
| 7      | Nikoleta Spalasová | 26  | „Nothing Compares To You“    | —                         | ✔                         | —                         | ✔                         |
| 8      | Imrich Tengeri     | 29  | „Sex On Fire“                | —                         | —                         | —                         | ✔                         |
| 9      | Vladimíra Bauerová | 46  | „Vyznanie“                   | —                         | —                         | —                         | —                         |
| 10     | Nándor Polgáry     | 25  | „Come Together“              | —                         | —                         | ✔                         | ✔                         |
| 11     | Radka Križanová    | 20  | „Rome Wasn't Built In A Day“ | ✔                         | ✔                         | —                         | —                         |
| 12     | Karolína Ruppert   | 33  | „Pokoj v duši“               | —                         | —                         | —                         | —                         |
| 13     | Marek Motalík      | 17  | „Wonderwall“                 | ✔                         | —                         | ✔                         | ✔                         |
| 14     | Veronika Vrublová  | 16  | „Poison“                     | ✔                         | —                         | —                         | —                         |
| 15     | Ivanna Bagová      | 18  | „If I Were A Boy“            | ✔                         | ✔                         | ✔                         | ✔                         |

### 3. díl (26. února)
Třetí díl měl premiéru 26. února 2012.
| Pořadí | Soutěžící           | Věk | Skladba                 | Výběr kouče a soutěžícího | Výběr kouče a soutěžícího | Výběr kouče a soutěžícího | Výběr kouče a soutěžícího |
| Pořadí | Soutěžící           | Věk | Skladba                 | Josef                     | Michal                    | Dara                      | Rytmus                    |
| ------ | ------------------- | --- | ----------------------- | ------------------------- | ------------------------- | ------------------------- | ------------------------- |
| 1      | Adam Koubek         | 23  | „Easy“                  | ✔                         | —                         | —                         | ✔                         |
| 2      | Veronika Vohnoutová | 20  | „Bad Day“               | —                         | —                         | —                         | —                         |
| 3      | Katarína Demská     | 21  | „Billie Jean“           | —                         | —                         | ✔                         | —                         |
| 4      | Michaela Husárová   | 17  | „Back to Black“         | ✔                         | —                         | ✔                         | —                         |
| 5      | Jiří Koběrský       | 33  | „Love Is All Around“    | —                         | ✔                         | —                         | —                         |
| 6      | Robert Julius A.    | 29  | „Plush“                 | —                         | —                         | —                         | —                         |
| 7      | Norbert Petický     | 26  | „Hero“                  | —                         | —                         | ✔                         | ✔                         |
| 8      | Lenka Libjaková     | 17  | „Time After Time“       | —                         | —                         | —                         | ✔                         |
| 9      | Eva Bittová         | 40  | „Because of You“        | —                         | —                         | ✔                         | ✔                         |
| 10     | Kateřina Petráňová  | 24  | „Sweet About Me“        | —                         | ✔                         | ✔                         | ✔                         |
| 11     | Magdalena Wronková  | 20  | „Poison“                | —                         | —                         | —                         | —                         |
| 12     | Jan Rychta          | 17  | „All By Myself“         | —                         | —                         | —                         | —                         |
| 13     | Dominika Šuľáková   | 19  | „Sober“                 | ✔                         | —                         | ✔                         | —                         |
| 14     | Tomáš & Peter Szabó | 16  | „F**in' Perfect“        | —                         | —                         | —                         | —                         |
| 15     | Lucie Dobrovodská   | 27  | „Purple Rain“           | —                         | —                         | ✔                         | ✔                         |
| 16     | Hana Hyánková       | 17  | „One of Us“             | —                         | —                         | —                         | —                         |
| 17     | Barbora Švidraňová  | 23  | „Warwick Avenue“        | ✔                         | —                         | —                         | ✔                         |
| 18     | Martina Fabová      | 17  | „I Say a Little Prayer“ | —                         | —                         | —                         | —                         |
| 19     | Jaromír Hnilica     | 35  | „Set Fire to the Rain“  | ✔                         | ✔                         | ✔                         | ✔                         |

### 4. díl (4. března)
Čtvrtá epizoda měla premiéru 4. března 2012.
| Pořadí | Soutěžící         | Věk | Skladba                 | Výběr kouče a soutěžícího | Výběr kouče a soutěžícího | Výběr kouče a soutěžícího | Výběr kouče a soutěžícího |
| Pořadí | Soutěžící         | Věk | Skladba                 | Josef                     | Michal                    | Dara                      | Rytmus                    |
| ------ | ----------------- | --- | ----------------------- | ------------------------- | ------------------------- | ------------------------- | ------------------------- |
| 1      | Matej Koreň       | 25  | „Let Me Entertain You“  | ✔                         | —                         | —                         | —                         |
| 2      | Elin Špidlová     | 36  | „I Try“                 | —                         | —                         | ✔                         | ✔                         |
| 3      | Martin Hrabal     | 19  | „Easy“                  | ✔                         | ✔                         | —                         | ✔                         |
| 4      | Natália Puklušová | 27  | „F**kin' Perfect“       | —                         | —                         | —                         | —                         |
| 5      | Judita Hansman    | 45  | „Love Is A Losing Game“ | —                         | —                         | ✔                         | —                         |
| 6      | Martin Truhlář    | 41  | „Just The Way You Are“  | ✔                         | —                         | —                         | —                         |
| 7      | Michal Dukes      | 20  | „Beat It“               | —                         | —                         | —                         | —                         |
| 8      | Anna Veselovská   | 16  | „Feeling Good“          | ✔                         | ✔                         | ✔                         | ✔                         |
| 9      | Libor Zajpt       | 27  | „Sex On Fire“           | ✔                         | —                         | —                         | —                         |
| 10     | Elén Berešová     | 21  | „Bleeding Love“         | —                         | —                         | —                         | —                         |
| 11     | Ester Weisnerová  | 17  | „Don't Know Why“        | —                         | ✔                         | —                         | —                         |
| 12     | Juraj Zaujec      | 29  | „Message In A Bottle“   | ✔                         | ✔                         | —                         | ✔                         |
| 13     | Jan Danda         | 26  | „Against All Odds“      | ✔                         | ✔                         | —                         | ✔                         |
| 14     | Renáta Podlipská  | 44  | „Spomaľ“                | —                         | —                         | —                         | —                         |
| 15     | Tamara Kubová     | 23  | „If I Ain't Got You“    | —                         | —                         | —                         | ✔                         |
| 16     | Brunno Oravec     | 42  | „Ordinary World“        | ✔                         | ✔                         | ✔                         | —                         |
| 17     | Hana Balcarová    | 23  | „Bubbly“                | —                         | —                         | —                         | —                         |
| 18     | Petr Kutheil      | 30  | „Whataya Want From Me“  | ✔                         | ✔                         | ✔                         | ✔                         |

### 5. díl (11. března)
Pátá epizoda měla premiéru 11. března 2012.
| Pořadí | Soutěžící                  | Věk | Skladba                          | Výběr kouče a soutěžícího | Výběr kouče a soutěžícího | Výběr kouče a soutěžícího | Výběr kouče a soutěžícího |
| Pořadí | Soutěžící                  | Věk | Skladba                          | Josef                     | Michal                    | Dara                      | Rytmus                    |
| ------ | -------------------------- | --- | -------------------------------- | ------------------------- | ------------------------- | ------------------------- | ------------------------- |
| 1      | Renáta Čonková             | 39  | „Because Of You“                 | —                         | —                         | ✔                         | ✔                         |
| 2      | David Weingartner          | 37  | „Losing My Religion“             | —                         | ✔                         | —                         | —                         |
| 3      | Brigita Čikošová Szelidová | 46  | „Beautiful“                      | —                         | —                         | —                         | —                         |
| 4      | Lenka Jankovská            | 34  | „Waiting on the World to Change“ | ✔                         | ✔                         | ✔                         | ✔                         |
| 5      | Martin Máček               | 40  | „With Or Without You“            | —                         | —                         | —                         | —                         |
| 6      | Kristína Zakuciová         | 22  | „One of Us“                      | ✔                         | —                         | —                         | —                         |
| 7      | Patrik Havelka             | 20  | „Spomaľ“                         | —                         | —                         | —                         | ✔                         |
| 8      | Jan Vytásek                | 34  | „Every Breath You Take“          | —                         | —                         | —                         | —                         |
| 9      | Barbora Blahová            | 18  | „Empire State of Mind“           | ✔                         | —                         | —                         | ✔                         |
| 10     | Ekaterini Sluková          | 17  | „Love Is A Losing Game“          | N/A                       | —                         | —                         | —                         |
| 11     | Michal Chrenko             | 22  | „Easy“                           | N/A                       | —                         | —                         | ✔                         |
| 12     | Vojtěch Drahokoupil        | 16  | „Bad Day“                        | N/A                       | —                         | —                         | —                         |
| 13     | Simona Fehérová            | 21  | „Mercy“                          | N/A                       | ✔                         | ✔                         | ✔                         |
| 14     | Peter Debnár               | 30  | „In My Place“                    | N/A                       | —                         | —                         | N/A                       |
| 15     | Miloš Novotný              | 16  | „On My Head“                     | N/A                       | —                         | ✔                         | N/A                       |
| 16     | Alžběta Pažoutová          | 24  | „California King Bed“            | N/A                       | ✔                         | N/A                       | N/A                       |

## Souboje
Po Výběru naslepo, kde si koučové hledali svých 14 finalistů, přišla druhá fáze s názvem Souboj. Souboje se vysílaly od 18. března 2012 až do 1. dubna 2012. V této fázi se utkali vždy dva zpěváci z jednoho týmu se stejnou písničkou v ringu, kdo postoupí rozhodl kouč týmu. Koučové měli na pomoc poradce. Každému kouči zůstane na konci pouze 6 finalistů.
Poradci jednotlivých koučů byli: Josef Vojtek spolupracoval s Lindu Finkovou, Michal David s Vašou Patejdlem, Dara Rolins s Tonyou Graves a Rytmus s Tomym Popovičem.
  – Vítěz souboje
| Epizoda                | Kouč         | Pořadí | Vítěz              | Skladba                         | Poražený           |
| ---------------------- | ------------ | ------ | ------------------ | ------------------------------- | ------------------ |
| Epizoda 6 (18. března) | Josef Vojtek | 1      | Markéta Poulíčková | „Fighter“                       | Barbora Vaculíková |
| Epizoda 6 (18. března) | Dara Rolins  | 2      | Miloš Novotný      | „Without You“                   | Adam Pavlovčin     |
| Epizoda 6 (18. března) | Rytmus       | 3      | Adam Koubek        | „Hey Jude“                      | Patrik Havelka     |
| Epizoda 6 (18. března) | Michal David | 4      | Alžběta Pažoutová  | „Life“                          | Ester Weisnerová   |
| Epizoda 6 (18. března) | Josef Vojtek | 5      | Jakub Pohle        | „Sweet Child O' Mine“           | Libor Zajpt        |
| Epizoda 6 (18. března) | Dara Rolins  | 6      | Dominika Šuľáková  | „Kids“                          | Alan Tuscany       |
| Epizoda 6 (18. března) | Rytmus       | 7      | Juraj Zaujec       | „Satisfaction“                  | Imrich Tengeri     |
| Epizoda 6 (18. března) | Michal David | 8      | Kateřina Petráňová | „California King Bed“           | Radka Križanová    |
| Epizoda 6 (18. března) | Michal David | 9      | Petr Kutheil       | „Radio Gaga“                    | Martin Hrabal      |
| Epizoda 6 (18. března) | Rytmus       | 10     | Anna Veselovská    | „Set Fire to the Rain“          | Lucie Dobrovodská  |
| Epizoda 7 (25. března) | Michal David | 1      | Ivanna Bagová      | „Dangerous“                     | Jaromír Hnilica    |
| Epizoda 7 (25. března) | Josef Vojtek | 2      | Martin Truhlář     | „Say say say“                   | Jan Danda          |
| Epizoda 7 (25. března) | Dara Rolins  | 3      | Lenka Jankovská    | „Run to You“                    | Elin Špidlová      |
| Epizoda 7 (25. března) | Rytmus       | 4      | Petr Lexa          | „Moves Like Jagger“             | Tamara Kubová      |
| Epizoda 7 (25. března) | Josef Vojtek | 5      | Kristína Zakuciová | „Love the Way You Lie“          | Barbora Blahová    |
| Epizoda 7 (25. března) | Dara Rolins  | 6      | David Bisek        | „Cry Me a River“                | Norbert Petick     |
| Epizoda 7 (25. března) | Rytmus       | 7      | Kristýna Daňhelová | „Firework“                      | Renáta Čonková     |
| Epizoda 7 (25. března) | Michal David | 8      | David Weingartner  | „The Riddle“                    | Jiří Koběrský      |
| Epizoda 7 (25. března) | Josef Vojtek | 9      | Barbora Švidraňová | „One“                           | Matej Koreň        |
| Epizoda 7 (25. března) | Dara Rolins  | 10     | Zuzana Mikulcová   | „Ain't No Mountain High Enough“ | Judita Hansman     |
| Epizoda 7 (25. března) | Rytmus       | 11     | Michal Chrenko     | „Crazy“                         | Simona Fehérová    |
| Epizoda 8 (1. dubna)   | Josef Vojtek | 1      | Daniel Mrózek      | „I Want It That Way“            | Marek Motalík      |
| Epizoda 8 (1. dubna)   | Rytmus       | 2      | Nikoleta Spalasová | „Lady Marmalade“                | Lenka Libjaková    |
| Epizoda 8 (1. dubna)   | Dara Rolins  | 3      | Simona Hégerová    | „I Hate This Part“              | Eva Bittová        |
| Epizoda 8 (1. dubna)   | Michal David | 4      | Michal Kašpar      | „Hair“                          | Lucia Molnárová    |
| Epizoda 8 (1. dubna)   | Josef Vojtek | 5      | Veronika Vrublová  | „Valerie“                       | Michaela Husárová  |
| Epizoda 8 (1. dubna)   | Dara Rolins  | 6      | Katarína Demská    | „Falling slowly“                | Nandy Polgáry      |
| Epizoda 8 (1. dubna)   | Michal David | 7      | Brunno Oravec      | „You“                           | Arpád Csete        |

### Rozstřel
Rozstřel byl součástí osmé epizody z 1. dubna 2012. V rozstřelu si kouč ze svého sedmičlenného týmu zvolil šest soutěžících do finále. Kouč si vybral dva soutěžící, po kterých chtěl znovu zazpívat nějakou skladbu, mezi nimi si poté vybral postupujícího.
| Kouč         | Soutěžící          | Skladba                | Soutěžící       | Skladba                          |
| ------------ | ------------------ | ---------------------- | --------------- | -------------------------------- |
| Rytmus       | Kristýna Daňhelová | „Big Girls Don't Cry“  | Petr Lexa       | „Forget You“                     |
| Josef Vojtek | Martin Truhlář     | „Just The Way You Are“ | Jakub Pohle     | „Always“                         |
| Dara Rolins  | David Bisek        | „California King Bed“  | Lenka Jankovská | „Waiting on the World to Change“ |
| Michal David | Martin Kašpar      | „Easy“                 | Petr Kutheil    | „Whataya Want From Me“           |

## Živé show

### Týden 1 (8. a 9. dubna)
První živé vysílání Hlasu bylo 8. dubna 2012. Samostatné Rozhodnutí, kdo postoupí dál, se vysílalo až 9. dubna 2012. V prvním přímém přenosu vystoupily dvě šestice soutěžících z týmů Pepy Vojtka a Rytmuse. Přes noc a následující den probíhalo hlasování diváků. V rozhodnutí, vysílaném den po finále, dva soutěžící z každého týmu s nejvyšším počtem hlasů postoupili automaticky, další dva postupující si vybral kouč. Zbylí dva soutěžící z každého týmu znovu zazpívali, jednoho z nich poté kouč vyřadil.
- Speciální host: Marta Jandová — „Survivor“

| Pořadí   | Kouč         | Soutěžící          | Skladba                            | Rozhodnutí         |
| -------- | ------------ | ------------------ | ---------------------------------- | ------------------ |
| 1        | Josef Vojtek | Markéta Poulíčková | „Left Outside Alone“               | Hlas Josefa Vojtky |
| 2        | Josef Vojtek | Jakub Pohle        | „Born to Be Wild“                  | Hlas Josefa Vojtky |
| 3        | Josef Vojtek | Kristína Zakuciová | „Bad Romance“                      | Rozstřel           |
| 4        | Josef Vojtek | Daniel Mrózek      | „Angels“                           | Hlas diváků        |
| 5        | Josef Vojtek | Veronika Vrublová  | „It's My Life“                     | Rozstřel           |
| 6        | Josef Vojtek | Barbora Švidraňová | „Rolling in the Deep“              | Hlas diváků        |
| 7        | Rytmus       | Kristýna Daňhelová | „Stronger (What Doesn't Kill You)“ | Rozstřel           |
| 8        | Rytmus       | Nikoleta Spalasová | „Halo“                             | Hlas diváků        |
| 9        | Rytmus       | Adam Koubek        | „Kiss from a Rose“                 | Hlas Rytmuse       |
| 10       | Rytmus       | Juraj Zaujec       | „Držím ti miesto“                  | Hlas Rytmuse       |
| 11       | Rytmus       | Michal Chrenko     | „I Need a Dollar“                  | Rozstřel           |
| 12       | Rytmus       | Anna Veselovská    | „Jar of Hearts“                    | Hlas diváků        |
| Rozstřel |              |                    |                                    |                    |
| 1        | Josef Vojtek | Veronika Vrublová  | „It's My Life“                     | Nepostupující      |
| 2        | Josef Vojtek | Kristína Zakuciová | „Bad Romance“                      | Hlas Josefa Vojtky |
| 3        | Rytmus       | Michal Chrenko     | „I Need a Dollar“                  | Nepostupující      |
| 4        | Rytmus       | Kristýna Daňhelová | „Stronger (What Doesn't Kill You)“ | Hlas Rytmuse       |

| Pořadí | Vystupující                     | Píseň                                  |
| ------ | ------------------------------- | -------------------------------------- |
| 1      | Josef Vojtek a jeho 6 finalistů | „Simple the Best“                      |
| 2      | Rytmus a jeho 6 finalistů       | Remix „September“ a „So What the Fuss“ |

### Týden 2 (15. a 16. dubna)
Druhé živé vysílání Hlasu bylo 15. dubna 2012. Samostatné Rozhodnutí, kdo postoupí dál, se vysílalo až 16. dubna 2012. V druhém přímém přenosu vystoupily dvě šestice soutěžících z týmů Michala Davida a Dary Rolins. Přes noc a následující den probíhalo hlasování diváků. V rozhodnutí, vysílaném den po finále, dva soutěžící z každého týmu s nejvyšším počtem hlasů postoupili automaticky, další dva postupující si vybral kouč. Zbylí dva soutěžící z každého týmu znovu zazpívali, jednoho z nich poté kouč vyřadil.
- Speciální host: Daniel Bárta — „On My Head“

| Pořadí   | Kouč         | Soutěžící          | Skladba                  | Rozhodnutí          |
| -------- | ------------ | ------------------ | ------------------------ | ------------------- |
| 1        | Michal David | Petr Kutheil       | „Lady Karneval“          | Hlas Michala Davida |
| 2        | Michal David | Kateřina Petráňová | „I Will Survive“         | Hlas Michala Davida |
| 3        | Michal David | Brunno Oravec      | „Please Forgive Me“      | Rozstřel            |
| 4        | Michal David | Alžběta Pažoutová  | „Who Knew“               | Rozstřel            |
| 5        | Michal David | David Weingartner  | „Personal Jesus“         | Hlas diváků         |
| 6        | Michal David | Ivanna Bagová      | „I Will Always Love You“ | Hlas diváků         |
| 7        | Dara Rolins  | Dominika Šuľáková  | „Grenade“                | Hlas diváků         |
| 8        | Dara Rolins  | Miloš Novotný      | „This Love“              | Hlas Dary Rolins    |
| 9        | Dara Rolins  | Katarína Demská    | „Freedom“                | Rozstřel            |
| 10       | Dara Rolins  | Zuzana Mikulcová   | „No One“                 | Hlas diváků         |
| 11       | Dara Rolins  | David Bisek        | „Closer“                 | Rozstřel            |
| 12       | Dara Rolins  | Simona Hégerová    | „We Found Love“          | Hlas Dary Rolins    |
| Rozstřel |              |                    |                          |                     |
| 1        | Michal David | Brunno Oravec      | „Please Forgive Me“      | Hlas Michala Davida |
| 2        | Michal David | Alžběta Pažoutová  | „Who Knew“               | Nepostupující       |
| 3        | Dara Rolins  | Katarína Demská    | „Freedom“                | Hlas Dary Rolins    |
| 4        | Dara Rolins  | David Bisek        | „Closer“                 | Nepostupující       |

| Pořadí | Vystupující                     | Píseň                                     |
| ------ | ------------------------------- | ----------------------------------------- |
| 1      | Michal David a jeho 6 finalistů | „We Are the World“                        |
| 2      | Dara Rolins a jeho 6 finalistů  | Remix „Don't Speak“ a „Party Rock Anthem“ |

### Týden 3 (22. a 23. dubna)
Třetí živý přenos měl premiéru 22. dubna 2012. Rozhodnutí o postupu soutěžících proběhlo 23. dubna 2012. Poprvé se zde objevily i duety. V přenosu vystoupily opět týmy Rytmuse a Pepy Vojtka. Jednoho postupujícího si zvolil kouč. Zbylí dva se setkali v rozstřelu.
- Speciální host: Kristína — „Pri oltári“

| Pořadí   | Kouč         | Soutěžící          | Skladba                      | Rozhodnutí         |
| -------- | ------------ | ------------------ | ---------------------------- | ------------------ |
| 1        | Josef Vojtek | Daniel Mrózek      | „Boulevard Of Broken Dreams“ | Hlas diváků        |
| 2        | Rytmus       | Juraj Zaujec       | „La Camisa Negra“            | Hlas Rytmuse       |
| 3        | Josef Vojtek | Markéta Poulíčková | „Golden Eye“                 | Hlas diváků        |
| 4        | Rytmus       | Kristýna Daňhelová | „I Surrender“                | Rozstřel           |
| 5        | Josef Vojtek | Barbora Švidraňová | „Sweet Dreams“               | Rozstřel           |
| 6        | Josef Vojtek | Jakub Pohle        | „Skúsime to cez vesmír“      | Rozstřel           |
| 7        | Rytmus       | Adam Koubek        | „Never Gonna Give You Up“    | Rozstřel           |
| 8        | Rytmus       | Nikoleta Spalasová | „You Oughta Know“            | Hlas diváků        |
| 9        | Josef Vojtek | Kristína Zakuciová | „Nobody's Wife“              | Hlas Josefa Vojtky |
| 10       | Rytmus       | Anna Veselovská    | „Slzy tvý mámy“              | Hlas diváků        |
| Rozstřel |              |                    |                              |                    |
| 1        | Josef Vojtek | Jakub Pohle        | „Poker Face“                 | Nepostupující      |
| 2        | Josef Vojtek | Barbora Švidraňová | „Mercy“                      | Hlas Josefa Vojtky |
| 3        | Rytmus       | Adam Koubek        | „Man in the Mirror“          | Nepostupující      |
| 4        | Rytmus       | Kristýna Daňhelová | „Umbrella“                   | Hlas Rytmuse       |

| Pořadí | Vystupující                    | Píseň                  |
| ------ | ------------------------------ | ---------------------- |
| 1      | Rytmus a Nikoleta Spalasová    | „Empire State Of Mind“ |
| 2      | Josef Vojtek a Daniel Mrózek   | „Jahody mražený“       |
| 3      | Tina a Juraj Zaujec            | „Shape Of My Heart“    |
| 4      | Leona Machálková a Jakub Pohle | „Cryin'“               |

### Týden 4 (29. a 30. dubna)
Čtvrtý živý přenos měl premiéru 29. dubna 2012. Rozhodnutí o postupu soutěžících proběhlo 30. dubna 2012. Poprvé se zde objevily i duety. V přenosu vystoupily týmy Michala Davida a Dary Rolins. Jednoho postupujícího si zvolil kouč. Zbylí dva se setkali v rozstřelu.
- Speciální host: Desmod — „Som na tebe závislý“

| Pořadí   | Kouč         | Soutěžící          | Skladba                   | Rozhodnutí          |
| -------- | ------------ | ------------------ | ------------------------- | ------------------- |
| 1        | Dara Rolins  | Simona Hégerová    | „Sk8er Boi“               | Rozstřel            |
| 2        | Michal David | David Weingärtner  | „Feel“                    | Rozstřel            |
| 3        | Dara Rolins  | Dominika Šuľáková  | „I Kissed A Girl“         | Rozstřel            |
| 4        | Michal David | Kateřina Petráňová | „Domino“                  | Hlas Michala Davida |
| 5        | Dara Rolins  | Zuzana Mikulcová   | „These Words“             | Hlas diváků         |
| 6        | Dara Rolins  | Miloš Novotný      | „Numb“                    | Hlas Dary Rolins    |
| 7        | Michal David | Brunno Oravec      | „Hard To Say I'm Sorry“   | Hlas diváků         |
| 8        | Michal David | Petr Kutheil       | „Nothing Else Matters“    | Rozstřel            |
| 9        | Dara Rolins  | Katarína Demská    | „Muoj bože“               | Hlas diváků         |
| 10       | Michal David | Ivanna Bagová      | „Už nejsem volná“         | Hlas diváků         |
| Rozstřel |              |                    |                           |                     |
| 1        | Dara Rolins  | Dominika Šuľaková  | „Poker Face“              | Hlas Dary Rolins    |
| 2        | Dara Rolins  | Simona Hégerová    | „You Know I'm No Good“    | Nepostupující       |
| 3        | Michal David | Petr Kutheil       | „Smells Like Teen Spirit“ | Hlas Michala Davida |
| 4        | Michal David | David Weingartner  | „Every You, Every Me“     | Nepostupující       |

| Pořadí | Vystupující                     | Píseň                             |
| ------ | ------------------------------- | --------------------------------- |
| 1      | Michal David a Brunno Oravec    | „Don't Let The Sun Go Down On Me“ |
| 2      | Dara Rolins a Miloš Novotný     | „You Might Need Somebody“         |
| 3      | Petr Kolář a Kateřina Petráňová | „Den, kdy se vrátí láska“         |
| 4      | Tomi Popovič a Zuzana Mikulcová | „Celebration“                     |

### Týden 5 (6. a 7. května)
Pátý živý přenos měl premiéru 6. května 2012. Rozhodnutí o postupu soutěžících proběhlo 7. května 2012. V přenosu vystoupily opět týmy Rytmuse a Pepy Vojtka. Od toho to kola rozhodovali o postupujících pouze diváci, kouč hlasoval až v rozstřelu.
- Speciální host: Richard Müller a Tereza Kerndlová — „Klid, mír a pokora“

| Pořadí   | Kouč         | Soutěžící          | Skladba               | Rozhodnutí         |
| -------- | ------------ | ------------------ | --------------------- | ------------------ |
| 1        | Josef Vojtek | Markéta Poulíčková | „Beat It“             | Hlas diváků        |
| 2        | Rytmus       | Juraj Zaujec       | „Smooth“              | Rozstřel           |
| 3        | Rytmus       | Kristýna Daňhelová | „Most přes minulost“  | Rozstřel           |
| 4        | Josef Vojtek | Daniel Mrózek      | „Dani California“     | Rozstřel           |
| 5        | Josef Vojtek | Kristína Zakuciová | „Because The Night“   | Rozstřel           |
| 6        | Rytmus       | Nikoleta Spalasová | „The Show Must Go On“ | Hlas diváků        |
| 7        | Josef Vojtek | Barbora Švidraňová | „Chlap z kríža“       | Hlas diváků        |
| 8        | Rytmus       | Anna Veselovská    | „With Or Without You“ | Hlas diváků        |
| Rozstřel |              |                    |                       |                    |
| 1        | Rytmus       | Kristýna Daňhelová | „Firework“            | Nepostupující      |
| 2        | Rytmus       | Juraj Zaujec       | „Ayo Technology“      | Hlas Rytmuse       |
| 3        | Josef Vojtek | Kristína Zakuciová | „Russian Roulette“    | Nepostupující      |
| 4        | Josef Vojtek | Daniel Mrózek      | „Apologize“           | Hlas Josefa Vojtky |

| Pořadí | Vystupující                        | Píseň              |
| ------ | ---------------------------------- | ------------------ |
| 1      | Tým Rytmuse                        | „Proud Mary“       |
| 2      | Tým Josefa Vojtky                  | „We Will Rock You“ |
| 3      | Peter Cmorík a Anna Veselovská     | „Wild Horses“      |
| 4      | Janek Ledecký a Markéta Poulíčková | „Come Together“    |

### Týden 6 (13. a 14. května)
Šestý živý přenos měl premiéru 13. května 2012. Rozhodnutí o postupu soutěžících proběhlo 14. května 2012. V přenosu vystoupily týmy Michala Davida a Dary Rolins. Opět rozhodovali o postupujících pouze diváci, kouč hlasoval až v rozstřelu.
- Speciální host: No Name — „Ty a tvoja sestra“

| Pořadí   | Kouč         | Soutěžící          | Skladba                      | Rozhodnutí          |
| -------- | ------------ | ------------------ | ---------------------------- | ------------------- |
| 1        | Michal David | Kateřina Petráňová | „V stínu kapradiny“          | Rozstřel            |
| 2        | Dara Rolins  | Miloš Novotný      | „Here I Go Again“            | Rozstřel            |
| 3        | Dara Rolins  | Katarína Demská    | „Imagine“                    | Rozstřel            |
| 4        | Michal David | Petr Kutheil       | „Země vzdálená“              | Rozstřel            |
| 5        | Michal David | Brunno Oravec      | „Voda, čo ma drží nad vodou“ | Hlas diváků         |
| 6        | Dara Rolins  | Dominika Šuľáková  | „Si sám“                     | Hlas diváků         |
| 7        | Michal David | Ivanna Bagová      | „Mamma Knows Best“           | Hlas diváků         |
| 8        | Dara Rolins  | Zuzana Mikulcová   | „Beautiful“                  | Hlas diváků         |
| Rozstřel |              |                    |                              |                     |
| 1        | Dara Rolins  | Katarína Demská    | „Billy Jean“                 | Nepostupující       |
| 2        | Dara Rolins  | Miloš Novotný      | „Shine“                      | Hlas Dary Rolins    |
| 3        | Michal David | Petr Kutheil       | „What Do You Want From Me“   | Nepostupující       |
| 4        | Michal David | Kateřina Petráňová | „A Natural Woman“            | Hlas Michala Davida |

| Pořadí | Vystupující                         | Píseň                   |
| ------ | ----------------------------------- | ----------------------- |
| 1      | Tým Dary Rolins                     | „Free Your Mind“        |
| 2      | Tým Michala Davida                  | „Nonstop“               |
| 3      | Ondřej Brzobohatý a Katarína Demská | „Imagine“               |
| 4      | Ilona Csáková a Ivanna Bagová       | „Teď královnou jsem já“ |

### Týden 7 (21. května)
Sedmý živý přenos měl premiéru 21. května 2012, kvůli účasti českého týmu na Mistrovství světa v ledním hokeji 2012. Rozhodnutí bylo vysíláno hned potom. V přenosu vystoupily poprvé vystoupily členové všech týmů. Opět rozhodovali o postupujícím pouze diváci, kouč hlasoval až v rozstřelu.
| Pořadí   | Kouč         | Soutěžící          | Skladba                          | Rozhodnutí          |
| -------- | ------------ | ------------------ | -------------------------------- | ------------------- |
| 1        | Dara Rolins  | Dominika Šuľaková  | „Bring Me To Life“               | Rozstřel            |
| 2        | Michal David | Brunno Oravec      | „Love Is A Wonderful Thing“      | Rozstřel            |
| 3        | Rytmus       | Nikoeta Spalasová  | „Dirty Diana“                    | Rozstřel            |
| 4        | Josef Vojtek | Barbora Švidraňová | „Make You Feel My Love“          | Rozstřel            |
| 5        | Dara Rolins  | Miloš Novotný      | „Hledá se žena“                  | Rozstřel            |
| 6        | Michal David | Kateřina Petráňová | „I'm Every Woman“                | Rozstřel            |
| 7        | Rytmus       | Anna Veselovská    | „The Story“                      | Hlas diváků         |
| 8        | Josef Vojtek | Daniel Mrózek      | „Chci zas v tobě spát“           | Rozstřel            |
| 9        | Dara Rolins  | Zuzana Mikulcová   | „Crazy“                          | Hlas diváků         |
| 10       | Michal David | Ivanna Bagová      | „Listen“                         | Hlas diváků         |
| 11       | Rytmus       | Juraj Zaujec       | „In The Air Tonight“             | Rozstřel            |
| 12       | Josef Vojtek | Markéta Poulíčková | „Hurt“                           | Hlas diváků         |
| Rozstřel |              |                    |                                  |                     |
| 1        | Josef Vojtek | Daniel Mrózek      | „Best of You“                    | Nepostupující       |
| 2        | Josef Vojtek | Barbora Švidraňová | „Warwick Avenue“                 | Hlas Josefa Vojtky  |
| 3        | Dara Rolins  | Dominika Šuľaková  | „Sober“                          | Nepostupující       |
| 4        | Dara Rolins  | Miloš Novotný      | „Sweet Home Alabama“             | Hlas Dary Rolins    |
| 5        | Michal David | Kateřina Petráňová | „California King Bed“            | Nepostupující       |
| 6        | Michal David | Brunno Oravec      | „I Feel Good“                    | Hlas Michala Davida |
| 7        | Rytmus       | Nikoleta Spalasová | „If I Ain't Got You“             | Nepostupující       |
| 8        | Rytmus       | Juraj Zaujec       | „Where Did You Sleep Last Night“ | Hlas Rytmuse        |

| Pořadí | Vystupující        | Píseň           |
| ------ | ------------------ | --------------- |
| 1      | Finálová dvanáctka | „I Want It All“ |

### Týden 8 (27. a 28. května)
Semifinálový živý přenos měl premiéru 27. května 2012 a jeho výsledky byly odvysílány následující den 28. května 2012. O tom, kdo půjde do finále rozhodovali diváci i koučové. V každém týmu zbyli dva semifinalisté a kouč měl za úkol mezi ně rozdělit svých 100 bodů, počet každého z nich se potom přičetl k procentům z hlasování diváků. Ten, který získal v součtu nejvíce bodů postoupil do finále.
- Speciální host: Sunrise Avenue — „Hollywood Hills“ / „I Don'Dance“

| Pořadí | Kouč         | Soutěžící          | Skladba               | Body od kouče | Body od diváků | Body celkem | Rozhodnutí    |
| ------ | ------------ | ------------------ | --------------------- | ------------- | -------------- | ----------- | ------------- |
| 1      | Dara Rolins  | Zuzana Mikulcová   | „Vision Of Love“      | 50            | 48             | 98          | Nepostupující |
| 2      | Rytmus       | Juraj Zaujec       | „Livin' La Vida Loca“ | 38            | 25             | 63          | Nepostupující |
| 3      | Josef Vojtek | Markéta Poulíčková | „Black Cat“           | 50            | 53             | 103         | Postupující   |
| 4      | Michal David | Brunno Oravec      | „Right Here Waiting“  | 40            | 18             | 58          | Nepostupující |
| 5      | Dara Rolins  | Miloš Novotný      | „In The Shadows“      | 50            | 52             | 102         | Postupující   |
| 6      | Rytmus       | Anna Veselovská    | „Wicked Game“         | 62            | 75             | 137         | Postupující   |
| 7      | Josef Vojtek | Barbora Švidraňová | „Marry The Night“     | 50            | 47             | 97          | Nepostupující |
| 8      | Michal David | Ivanna Bagová      | „My Heart Will Go On“ | 60            | 82             | 142         | Postupující   |

| Pořadí | Vystupující                             | Píseň             |
| ------ | --------------------------------------- | ----------------- |
| 1      | Markéta Poulíčková a Barbora Švidraňová | „Single Ladies“   |
| 2      | Anna Veselovská a Juraj Zaujec          | „More Than Words“ |
| 3      | Ivanna Bagová a Brunno Oravec           | „Čau lásko“       |
| 4      | Miloš Novotný a Zuzana Mikulcová        | „Broken Strings“  |

### Grandfinále (3. června)
Grandfinále se konalo 3. června 2012. Rozhodnutí padlo ještě ten večer. Vítězkou Hlasu Česko Slovenska se stala Ivanna Bagová.
Soutěžící vystoupili celkem třikrát. Jednou zazpívali sami, po druhé zazpívali s kterýmkoliv soutěžícím a po třetí zazpívali se svým koučem. O výherci rozhodovali diváci. Hlasovat mohli pomocí SMS nebo stažením jejich písničky na hlas.tv, čímž jim na konto připsali 2 hlasy za každé stáhnutí. Po rozhodnutí každý ze čtveřice finalistů zazpíval svou píseň. Miloš Novotný, který skončil na čtvrtém místě, zazpíval svou píseň „Zachraň co se dá“. Markéta Poulíčková, která skončila na třetí místě, zazpívala svou píseň s názvem „Jen jednou“. Anna Veselovská, která skončila na druhém místě, zazpívala svou píseň s názvem „Na ceste“ a vítězka Hlasu Česko Slovenska Ivanna Bagová zazpívala svou píseň s názvem „Pár minút“.
- Speciální host: Kabát — „Banditi di Praga.“

| Pořadí | Kouč         | Vystupující                                   | Píseň                    | Rozhodnutí |
| ------ | ------------ | --------------------------------------------- | ------------------------ | ---------- |
| 1      | Josef Vojtek | Markéta Poulíčková (společně s Pepou Vojtkem) | „Jedeme dál“             |            |
| 2      | Dara Rolins  | Miloš Novotný                                 | „Numb“                   | 4. místo   |
| 3      | Michal David | Ivanna Bagová (společně s Michalem Davidem)   | „Tajemství“              |            |
| 4      | Josef Vojtek | Markéta Poulíčková                            | „Left Outside Alone“     | 3. místo   |
| 5      | Rytmus       | Anna Veselovská (společně s Rytmusem)         | „Príbeh“                 |            |
| 6      | Michal David | Ivanna Bagová                                 | „I Will Always Love You“ | Vítěz      |
| 7      | Dara Rolins  | Miloš Novotný (společně s Darou Rolins)       | „Higher Ground“          |            |
| 8      | Rytmus       | Anna Veselovská                               | „Jar Of Hearts“          | 2. místo   |

| Pořadí | Vystupující                             | Píseň                        |
| ------ | --------------------------------------- | ---------------------------- |
| 1      | Anna Veselovská a Brunno Oravec         | „Don't Go Breaking My Heart“ |
| 2      | Miloš Novotný a Dominika Šuľáková       | „Wouldn't Change a Thing“    |
| 3      | Ivanna Bagová a David Weingärtner       | „When You're Gone“           |
| 4      | Markéta Poulíčková a Barbora Švidraňová | „Wannabe“                    |

## Sledovanost
První díl pěvecké show Hlas Česko Slovenska v Česku vidělo v neděli od 20 hodin na Nově více než 1,5 mil. diváků, což znamenalo podíl na publiku 34,7% v cílové skupině nad 15. Druhým večerním nejsledovanějším pořadem byl český film Kdopak by se vlka bál na ČT1 s podílem 18,4 % a film Coco Chanel vidělo na Prima family pouze 12,5 % diváků u obrazovek. Vyplývá to z dat ATO-Mediaresearch. Na Slovensku první díl československé mutace The Voice alias Hlasu Česko Slovenska vidělo 923 tisíc lidí nad 12 let. TV Markíza tak v reklamně důležité cílové skupině 12 – 54 získala tržní podíl 42,4 %. Od 16. dubna 2012 oficiálně ztratil Hlas milionovou hranici. Dvacátáprvní epizoda byla přesunuta na pondělí 21. května 2012, kvůli účasti českého týmu na Mistrovství světa v ledním hokeji 2012. Rozhodnutí bylo vysíláno hned potom.
| #  | Díl                   | Datum premiéry  | Sledovanost Česko | Sledovanost Slovensko |
| -- | --------------------- | --------------- | ----------------- | --------------------- |
| 1  | Výběr naslepo, část 1 | 12. února 2012  | 1 534 000         | 923 000               |
| 2  | Výběr naslepo, část 2 | 19. února 2012  | 1 434 000         | 906 000               |
| 3  | Výběr naslepo, část 3 | 26. února 2012  | 1 429 000         | 720 000               |
| 4  | Výběr naslepo, část 4 | 4. března 2012  | 1 389 000         | 861 000               |
| 5  | Výběr naslepo, část 5 | 11. března 2012 | 1 354 000         | 787 000               |
| 6  | Souboj, část 1        | 18. března 2012 | 1 416 000         | 806 000               |
| 7  | Souboj, část 2        | 25. března 2012 | 1 246 000         | —                     |
| 8  | Souboj, část 3        | 1. dubna 2012   | 1 320 000         | —                     |
| 9  | Týden 1: Vystoupení   | 8. dubna 2012   | 913 000           | 630 000               |
| 10 | Týden 1: Rozhodnutí   | 9. dubna 2012   | —                 | —                     |
| 11 | Týden 2: Vystoupení   | 15. dubna 2012  | 1 107 000         | —                     |
| 12 | Týden 2: Rozhodnutí   | 16. dubna 2012  | 679 000           | —                     |
| 13 | Týden 3: Vystoupení   | 22. dubna 2012  | 991 000           | —                     |
| 14 | Týden 3: Rozhodnutí   | 23. dubna 2012  | —                 | —                     |
| 15 | Týden 4: Vystoupení   | 29. dubna 2012  | 840 000           | —                     |
| 16 | Týden 4: Rozhodnutí   | 30. dubna 2012  | 582 000           | —                     |
| 17 | Týden 5: Vystoupení   | 6. května 2012  | 828 000           | —                     |
| 18 | Týden 5: Rozhodnutí   | 7. května 2012  | 671 000           | —                     |
| 19 | Týden 6: Vystoupení   | 13. května 2012 | 925 000           | —                     |
| 20 | Týden 6: Rozhodnutí   | 14. května 2012 | 656 000           | —                     |
| 21 | Týden 7: Vystoupení   | 21. května 2012 | 705 000           | —                     |
| 22 | Týden 7: Rozhodnutí   | 21. května 2012 | 566 000           | —                     |
| 23 | Týden 8: Vystoupení   | 27. května 2012 | 847 000           | —                     |
| 24 | Týden 8: Rozhodnutí   | 28. května 2012 | 767 000           | —                     |
| 25 | Grandfinále           | 3. června 2012  | 944 000           | 585 000               |